# روبرت هرمان (ملحن)
روبرت هرمان هو ملحن سويسري، ولد في 29 أبريل 1869 في برن في سويسرا، وتوفي في 22 أكتوبر 1912.